# فريدريك بول (سياسي)
فريدريك بول (بالإنجليزية: Frederick Cuthbert Poole)‏ هو ضابط وسياسي بريطاني، ولد في 3 أغسطس 1869، وتوفي في 20 ديسمبر 1936 في المملكة المتحدة.